# Malangatana Ngwenya

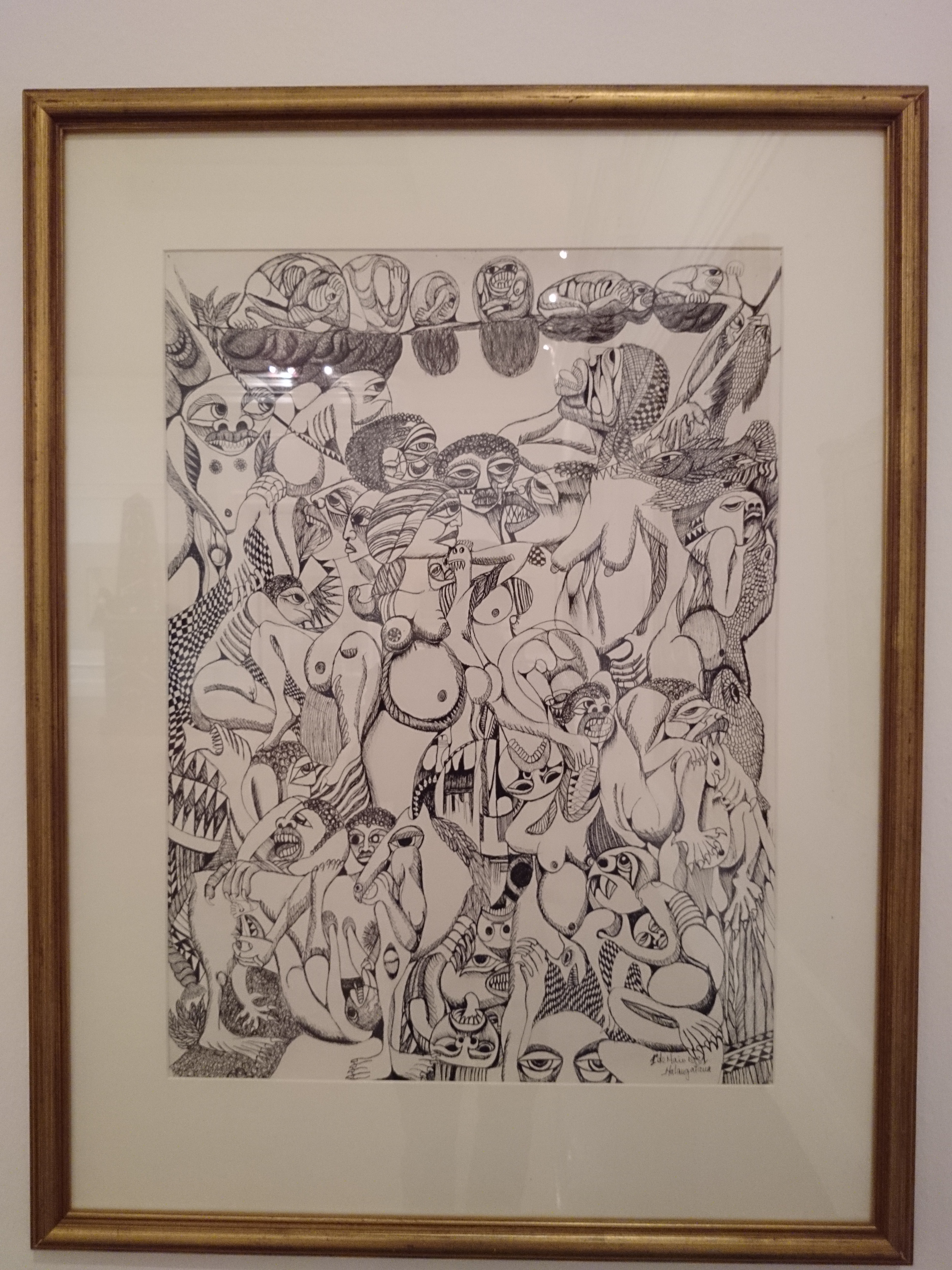
Iziko sang

Malangatana Valente Ngwenya (Matalana, 6 juni 1936 — Matosinhos, 5 januari 2011) was een Mozambikaans schilder, dichter en kortstondig politicus. Van 1990 tot 1994 was hij gemeenteraadslid voor FRELIMO in de gemeenteraad van Maputo. Zijn werk wordt tentoongesteld in exposities in diverse landen. Hij is een van de weinige Afrikaanse kunstenaars die erkenning heeft verworven in heel de wereld.

## Biografie

### Jonge jaren
Ngwenya werd geboren in het dorp Matalana, een dorp in de provincie Maputo, in het zuiden van Mozambique. Hij groeide op in een boerengezin, waar hij werd geacht mee te werken in het gezin als schaapherder en dagelijks naar de missieschool te gaan. Op zijn 12e vertrok hij naar Lourenço Marques, nu bekend als Maputo om werk te zoeken. Hij werd ballenjongen bij een tennisclub in 1953. Dit baantje stelde hem in staat om weer te gaan leren en dat deed hij dan ook in de avonduren. Door deze lessen ontwikkelde Ngwenya een interesse in kunst. Augusto Cabral, een lid van de tennisclub gaf hem materialen en hielp hem zijn kunst te verkopen.

### Kunstenaar en dichter
In 1958 deed hij een aantal projecten voor Nucleo de Arte een organisatie voor lokale kunstenaars en hij ontving steun van de schilder Ze Julio. In 1959 publiceerde hij voor de eerste keer als lid van een groep. De Portugese architect Pancho Guedes hielp hem in 1960 een professioneel kunstenaar te worden. Eén jaar later, in 1961, volgde zijn eerste solo tentoonstelling, hij was toen 25 jaar oud. Vanaf dat moment verbeeldde zijn kunst vooral de politieke onrust in Mozambique, zoals de burgeroorlog. In 1963 publiceerde hij een aantal gedichten in het literaire tijdschrift Black Orpheus en zijn werk werd opgenomen in de bloemlezing Moderne Poëzie uit Afrika.
In 1964 werd Ngwenya opgepakt door de PIDE, de geheime dienst van de koloniale overheersers, omdat hij zich had aangesloten bij het marxistische socialistische FRELIMO, het bevrijdingsfront van Mozambique dat streed tegen de Portugese overheersing. Na 18 maanden werd hij vrijgelaten en trok naar Portugal om daar te leren over keramische kunst en graveren. Zijn kunst werd tentoongesteld in zowel Mozambique als in Portugal.
Sinds 1981 werkte hij fulltime als kunstenaar. Zijn werk werd tentoongesteld in heel Afrika, maar is eveneens opgenomen in de collectie van het National Museum of African Art in Washington. In 1992 Daarbij heeft hij verschillende muurschilderingen gemaakt voor o.a. FRELIMO en UNESCO. Hij heeft ook geholpen met het oprichten van diverse culturele stichtingen in Mozambique. Ngwenya stichtte zelf de Mozambikaanse Vredesbeweging.

### Politicus
In april 1974 wordt middels de Anjerrevolutie een einde gemaakt aan het bewind van de Portugese minister-president Marcello Caetano, hierdoor werd  Mozambique onafhankelijk. Ngwenya werd weer lid van FRELIMO dat nu als enige partij het land leidde. Door de harde koers van president Samora Machel brak er echter een burgeroorlog uit in 1975 tussen aanhangers van FRELIMO en het anti-communistische RENAMO. Pas in 1990 werd het eenpartijstelsel afgeschaft door de gematigde president Joaquim Chissano. Ngwenya werd daarop gemeenteraadslid van de hoofdstad Maputo, een betrekking die hij zou vervullen tot in 1994.

### Overlijden
Op 5 januari 2011 stierf Ngwenya in het Pedro Hispano ziekenhuis te Matosinhos, Portugal. De doodsoorzaak is niet bekendgemaakt. Op 12 januari 2011 is Ngwenya gerepatrieerd en is hij opgebaard in het gemeentehuis van Maputo. Op uitdrukkelijk verzoek van Ngwenya zelf is hij niet ter aarde besteld op het Mozambikaanse Heldenplein naast de stichter van FRELIMO Eduardo Mondlane en de eerste Mozambikaanse president Samora Machel, maar in zijn geboortedorp Matalana. Op 14 januari 2011 is hij begraven in zijn geboortedorp, op de begrafenis waren ongeveer 1.500 gasten aanwezig waaronder president Armando Guebuza. Malangatana Ngwenya is 74 jaar oud geworden.

## Prijzen en onderscheidingen
Ngwenya is onderscheiden met de Nachingwea Medaille voor zijn bijdrage aan de Mozambikaanse cultuur. Tevens is aan hem de Orde van de Infant Dom Henrique, een Portugese ridderorde, uitgereikt. In 1997 werd hij door UNESCO tot vredeskunstenaar benoemd en ontving hij de Prins Claus Prijs. In 2010 werd aan hem een eredoctoraat uitgereikt door de Universiteit van Évora.